# Josh Stewart
Joshua Regnall Stewart, född 6 februari 1977, är en amerikansk skådespelare.
Stewart är bland annat känd för sina roller i TV-serier som Dirt, Tredje skiftet och No Ordinary Family. Han har även medverkat i enstaka avsnitt av TV-serier som CSI: Crime Scene Investigation, Criminal Minds, Cityakuten, CSI:Miami, The Mentalist och Ghost Whisperer. Stewart har även varit med i filmer som The Dark Knight Rises, The Collector och Benjamin Buttons otroliga liv.
Stewart har även medverkat i reklamfilm för Levi's jeans.
Han är gift och har två barn, födda 2008 och 2010. 

## Filmografi (urval)
- 2004–2005 – Tredje skiftet (TV-serie)
- 2004 – CSI: Crime Scene Investigation, avsnitt Bad to the Bone (gästroll i TV-serie)
- 2007–2008 – Dirt (TV-serie)
- 2007–2014 – Criminal Minds (TV-serie) (återkommande gästroll)
- 2008 – Cityakuten, avsnitt Under Pressure (gästroll i TV-serie)
- 2008 – Benjamin Buttons otroliga liv
- 2009 – CSI: Miami, avsnitt Smoke Gets in Your CSIs (gästroll i TV-serie)
- 2009 – The Collector
- 2009 – Law Abiding Citizen
- 2009 – The Mentalist, avsnitt The Scarlet Letter (gästroll i TV-serie)
- 2010 – Ghost Whisperer, avsnitt Living Nightmare (gästroll i TV-serie)
- 2010–2011 – No Ordinary Family (TV-serie)
- 2012 – The Dark Knight Rises
- 2014 – Transcendence
- 2014 – Interstellar
- 2016 – 2018